# Калманов синдром
Калманов синдром, хипогонадотропни хипогонадизам или хипоталамусни хипогонадизам представља изоловани хипогонадизам (стање недовољне развијености полних жлезда) узрокован недостатком гонадотропин-ослобађајућег хормона који се синтетише у хипоталамусу. Ради се о конгениталном поремећају који се наслеђује аутозомно доминантно или рецесивно. Јавља се шест пута чешће код дечака него код девојчица.
Ово стање је први описао, 1944. године, доктор Франц Јозеф Калман (1897-1965).

## Клиничка слика
У случају овог типа хипогонадизма, недостају примарне и секундарне сексуалне карактеристике. Пенис је недовољно развијен, тестиси су хипотрофични (недовољно развијени), а јавља се и крипторхизам (неспуштени тестиси). Нешто ређе се јавља гинекомастија (увећање груди). Косматост и мишићна маса су недовољни, а либидо и потенција су смањени. Раст није поремећен, али су пропорције тела као код евнуха – горњи део тела је мањи него доњи, а екстремитети су дужи него што је то уобичајено. Присутна је и аносмија (губитак чула мириса), неплодност, а чест је и расцеп горње усне и непца.

## Дијагноза и лечење
Дијагноза се поставља на основу клиничке слике, објективног прегледа и лабораторијских налаза (одређивање нивоа хормона).
Примена андрогених хормона успешно отклања симптоме и знаке хипоандрогенизма. У истом циљу се примењује и лутеинизирајући хормон. После примењене терапије уклањају се знаци евнухоидизма, описани су и случајеви очинства, али су у тим случајевима рођена мушка деца такође имала исти синдром.